# 苏联共产党中央审计委员会
苏联共产党中央审计委员会（俄语：Центральная ревизионная комиссия КПСС）是苏联共产党的最高审计机关。于1921年成立，第一任主席是维克托·帕夫洛维奇·诺金。
苏共中央审计委员会由苏联共产党中央委员会选举产生，并在委员会上作报告。在苏共党内的官僚阶层里，中央审计委员会位于中央委员会之下。
中央审计委员会监督迅速完成且适当处理党中央的事务，负责审计国库数据和苏共中央委员会的党产。在其他一些共产党中也存在类似的机构，与苏共中这一机构的作用相似。